# Борці (фільм)
«Борці» (нім. «Kämpfer») — радянський художній фільм 1936 року, політична драма, створена кіностудією «Межрабпомфільм» (Міжнародна робоча допомога) і творчим об'єднанням «Рот-Фронт». Існують версії фільму російською і німецькою мовою.

## Сюжет
Фільм знятий німецькими іммігрантами. 1933 рік, Німеччина. Мати людини, вбитої нацистами, організовує активний опір проти політичного свавілля, що панує в країні. Багато людей приєднуються до цього руху.

## У ролях
- Бруно Шмідтсдорф — Фріц Лемке
- Лотта Льобінгер — матінка Лемке, мати Фріца
- Грегор Гог — Петерс
- Інга фон Вангенхайм — Анна
- Генріх Грайф — Айкхофф, фашист
- Олександр Тимонтаєв — Рабенкампф, фашист
- Роберт Трьош — Отто
- Олександр Гранах — Ровеллі, друг Димитрова
- Олександр Гейрот — диригент Кієрбух
- Євгенія Мєзєнцева — дружина Кієрбуха
- Людмила Глазова — Урсула, їхня дочка
- Ернст Буш — суддя Зійверт
- Лотар Вольф — доктор Хільштедт
- Микола Акімов — штурмфюрер Хайзе
- Павло Пашков — гауфюрер
- Курт Трепте — генеральний директор Штайншнайдер
- Олександр Демич — радіокоментатор судового процесу

## Знімальна група
- Автори сценарію: Альфред Курелла і Густав фон Вангенхайм
- Режисер: Густав фон Вангенхайм
- Оператор: Борис Монастирський
- Композитор: Ханс Хауска
- Художник: Тео Отто